# Diodor Sicilski
Diodor Sicilski ali Diodor Sikul (antično grško: Διόδωρος Σικελιώτης  [Diódōros Sikeliōtes]), grški zgodovinar, ki je ustvarjal v letih 60 do 30 pr. n. št.. Znan je predvsem po svoji zgodovini sveta z naslovom Bibliotheca historica (Zgodovinska knjižnica). Diodor sam zase pravi, da je bil rojen v Agiriju, sedanji Agiri, na Siciliji. Podatki o njegovem življenju izvirajo skoraj izključno iz njegovih del. Edina izjema je Hieronim, ki v svoji Kroniki pod točko "Abrahamovo leto 1968" (49 pr. n. št.) piše, da je "Diodor Sicilski, pisec grške zgodovine, postal slaven". Datuma rojstva in smrti nista znana.
Bil je sodobnik Julija Cezarja in Avgusta. Živel je v Rimu, kjer je po lastnih trditvah trideset let pisal svoje življenjsko delo Bibliotheca historica. 

## Bibliotheca historica
Diodor v svojem zelo obsežnem delu v štiridesetih knjigah opisuje svetovno zgodovino od začetka sveta do leta 60. pr. n. št.. Ohranilo je samo petnajst knjig (knjige 1-5 in 11-20). Odlomki iz izgubljenih knjig so se ohranili v Fotijevih delih in navedkih bizantinskega cesarja Konstantina VII. Porfirogeneta.
Delo je razdeljeno v tri sklope. Prvih šest knjig obravnava mistično zgodovino nehelenskih in helenskih plemen do uničenja Troje. Opisuje tudi zgodovino in kulturo Starega Egipta (1. knjiga), Mezopotamijo, Indijo, Skitijo in Arabijo (2. knjiga), severno Afriko (3. knjiga) ter Grčijo in Evropo (4.-6. knjiga). Zanimiv je njegov opis kopanja zlata v Nubiji v vzhodnem Egiptu, ki je eden od najzgodnejših opisov s to tematiko. Diodor podrobno opisuje izkoriščanje suženjskega dela in strašne delovne pogoje. 
V 7.-17. knjigi opisuje zgodovino sveta od Trojanske vojne do smrti Aleksandra Makedonskega. 
V zadnjem delu (18.-20. knjiga) opisuje zgodovinske dogodke od Aleksandrovih naslednikov do leta 60. pr. n. št. oziroma Cezarjevih galskih vojn. Konec 20. knjige se ni ohranil. 
Zgodovinski podatki iz njegove Biblioteke po mnenju sodobnih zgodovinarjev niso najbolj verodostojni, ker se je Diodor so zgodovine vêdel nekritično in resnične dogodke mešal z mitološkimi. Delo je kljub temu pomembno, ker vsebuje sklice in navedke mnogih starejših avtorjev, katerih dela so se izgubila. Mednje spadajo Hekataj Abderski, Ktezij, Efor, Teopomp, Hieronim Kardijski, Duris, Diul, Filist Sirakuški, Timej, Polibij in Posidonij.